# Dragon Age
Pour les articles homonymes, voir Dragon Age (homonymie).
Dragon Age est une série de jeux vidéo de rôle de genre dark fantasy créée par BioWare. Le premier jeu, Dragon Age: Origins, est paru en 2009. Dragon Age 2, une suite à Origins, sort en mars 2011. Dragon Age: Inquisition sort en novembre 2014, puis Dragon Age: The Veilguard sort en octobre 2024. Les différents opus ont été agrémentés de plusieurs contenus téléchargeables.
L'univers médiéval-fantastique de la série est également utilisé dans une variété d'autres médias, comprenant les livres et les jeux de société.

## Jeux vidéo

### Série principale
| Année | Jeu                                                       | Type            |
| ----- | --------------------------------------------------------- | --------------- |
| 2009  | Dragon Age: Origins                                       | Jeu principal   |
| 2009  | Dragon Age: Origins – Le prisonnier de pierre             | DLC             |
| 2009  | Dragon Age: Origins – La Forteresse des gardes des ombres | DLC             |
| 2010  | Dragon Age: Origins – Retour à Ostagar                    | DLC             |
| 2010  | Dragon Age: Origins - Awakening                           | Extension       |
| 2010  | Dragon Age: Origins – Farces et présents de Satinalia     | DLC             |
| 2010  | Dragon Age: Origins – Les Chroniques des engeances        | DLC             |
| 2010  | Dragon Age: Origins – Le Chant de Léliana                 | DLC             |
| 2010  | Dragon Age: Origins – Les Golems d'Amgarrak               | DLC             |
| 2010  | Dragon Age: Origins – Chasse aux sorcières                | DLC             |
| 2010  | Dragon Age: Origins – Ultimate Edition                    | Compilation     |
| 2011  | Dragon Age 2                                              | Jeu principal   |
| 2011  | Dragon Age 2: Le Prince Exilé                             | DLC             |
| 2011  | Dragon Age 2: Le Palais des Perles Noires                 | DLC             |
| 2011  | Dragon Age 2: L'Héritage                                  | DLC             |
| 2011  | Dragon Age 2: La Marque de l'Assassin                     | DLC             |
| 2014  | Dragon Age: Inquisition                                   | Jeu principal   |
| 2014  | Dragon Age: Inquisition: Destruction                      | DLC Multijoueur |
| 2015  | Dragon Age: Inquisition: Les Crocs d'Hakkon               | DLC             |
| 2015  | Dragon Age: Inquisition: Le Palais des Perles noires      | DLC             |
| 2015  | Dragon Age: Inquisition: Fléau des dragons                | DLC Multijoueur |
| 2015  | Dragon Age: Inquisition: La Descente                      | DLC             |
| 2015  | Dragon Age: Inquisition: Intrus                           | DLC             |
| 2024  | Dragon Age: The Veilguard                                 | Jeu principal   |

### Jeux liés
- Dragon Age Legends[1]
- Dragon Age Journeys[2]
- Heroes of Dragon Age[3]

## Autres médias

### Livres
La franchise Dragon Age comprend aussi de nombreux livres qui prolongent l'univers de la série. La plupart sont écrits par David Gaider (en), le scénariste principal des trois jeux vidéo.

#### Romans
- Le Trône volé, David Gaider, traduit par Fabrice Lemainque, éd. Milady, septembre 2009
- The Calling (en), David Gaider, Tor Books, 2009
- Asunder (en), David Gaider, Tor Books, décembre 2011
- L'Empire masqué, Patrick Weekes (en), traduit par Claire Jouanneau, éd. Milady, octobre 2014
- Last Flight (en), Liane Merciel (en), Tor Books, septembre 2014

#### Comics
- Dragon Age (en), scénario d'Orson Scott Card et Aaron Johnson, dessins de Humberto Ramos et Mark Robinson, IDW Publishing, 2010
- The Silent Grove (en), scénario de David Gaider et Alexander Freed (script), dessins de Chad Hardin, Dark Horse Comics, 2012
- Those who speak (en), scénario de David Gaider et Alexander Freed (script), dessins de Chad Hardin, couverture d'Anthony Palumbo, Dark Horse Comics, 2012
- Until we sleep (en), scénario de David Gaider et Alexander Freed (script), dessins de Chad Hardin, couverture d'Anthony Palumbo, Dark Horse Comics, 2013
- Dragon Age Library Edition, compilation des trois volumes publiés chez Dark Horse Comics, 2014
- Magekiller (en), scénario de Greg Rucka, dessins de Carmen Carnero, couverture de Sachin Teng, Dark Horse Comics, 2016
- Knight Errant (en), scénario de Nunzio DeFilippis and Christina Weir, dessins de Fernando Heinz Furukawa, couverture de Sachin Teng, Dark Horse Comics, 2017[4]

#### Art books
- The World of Thedas vol. 1 (en), Ben Gelinas, David Gaider, Mike Laidlaw, illustrations de Nick Thornborrow, Dark Horse Comics, 2013
- The World of Thedas vol. 2 (en), Ben Gelinas, Nick Thornborrow, Dark Horse Comics, 2015
- The Art of Dragon Age: Inquisition (en), BioWare, Dark Horse Comics, 2014
- Dragon Age Adult Coloring Book (en), Bioware, Dark Hors Comics, 2017[4]

### Jeu de rôle
Le jeu de rôle Dragon Age, publié aux éditions Green Ronin, est traduit par Black Book Editions pour la version française via un Crowfunding. Il est disponible depuis le 1er juin 2018. Il a donné naissance à un jeu de rôle générique, Fantasy Age.

### Film d'animation
Dragon Age: Dawn of the Seeker, film d'animation racontant le passé de Cassandra Pentaghast (Dragon Age : Inquisition), a été co-produit par Bioware, Electronic Arts et la compagnie d'animation Funimation Entertainment. Il a été diffusé dans les cinémas japonais en 2012.

### Web-série
En 2011, la web-série Dragon Age: Redemption a été publiée sur Youtube en six épisodes. Elle introduit le personnage de Tallis, jouée par Felicia Day, apparu au même moment dans le DLC Dragon Age II : La Marque de l'Assassin.